# Fortinet
A Fortinet é uma empresa multinacional da Califórnia, com sede em Sunnyvale, Santa Clara, que desenvolve e comercializa software, produtos e serviços de cibersegurança, como firewalls (uma defesa entre sua rede interna e a internet), antivírus, prevenção de intrusão e segurança de dispositivos de usuários, entre outros. É a quarta maior empresa de segurança de rede por receita.
A Fortinet foi fundada no ano 2000 pelos irmãos Ken e Michael Xie. Em 2004, havia obtido cerca de US$ 93 milhões em financiamento e comercializado 10 modelos de produtos FortiGate. Nesse mesmo ano, começou uma grande disputa por patente entre a Fortinet e a Trend Micro. A empresa começou a operar na bolsa de valores em 2009, arrecadando US$ 156 milhões com sua oferta pública inicial. Durante a década de 2000, a Fortinet diversificou suas linhas de produto, adicionando soluções para pontos de acesso sem fio, sandboxing e segurança de sistemas de mensagens, entre outros.

## História

### Primeiros anos
A Fortinet foi fundada em Sunnyvale, Califórnia, pelos irmãos Ken e Michael Xie no ano 2000. Antes disso, eles tinham ocupado cargos executivos na NetScreen Technologies e ServGate, respectivamente. Inicialmente, a empresa se chamava Appligation Inc., mas mudou para Appsecure em dezembro de 2000, e depois para Fortinet, nome tirado de fortified networks (redes fortificadas). Seus dois anos iniciais foram dedicados a atividades de pesquisa e desenvolvimento antes de lançar seu primeiro produto em 2002.
A Fortinet obteve US$ 13 milhões em financiamento privado entre 2000 e início de 2003. Em agosto de 2003, obteve mais US$ 30 milhões em financiamentos, e depois US$ 50 milhões em março de 2004, atingindo o total de US$ 93 milhões financiados. Segundo a Fortinet, sua receita aumentou 10 vezes entre 2002 e 2003. Seu primeiro programa com parceiros do canal foi criado em outubro de 2003. A Westcon Canada começou a distribuir os produtos FortiGate no Canadá em dezembro de 2003, seguida da Norwood Adam no Reino Unido, em fevereiro de 2004. O programa de distribuidores foi reorganizado em janeiro de 2006 e chamado de “SOC in a BOX”. Em 2004, a Fortinet tinha escritórios na Ásia, Europa e América do Norte.
Em outubro de 2005, um estudo da OpenNet descobriu que estavam sendo usados produtos da Fortinet para exercer a censura na internet em Myanmar. A Fortinet argumentou que a venda de seus produtos é feita por distribuidores independentes e que respeita os embargos impostos pelo governo dos Estados Unidos; contudo, foram descobertas fotos de um vendedor da Fortinet com o primeiro-ministro de Myanmar.

### Disputas judiciais
Em abril de 2005, um programador da Linux Alemanha do GPLviolations.org conseguiu que se adotassem medidas cautelares contra a filial da Fortinet no Reino Unido diante das acusações de que a empresa estaria usando criptografia para ocultar o uso de kernels da Linux sujeitos à Licença Pública Geral (GPL). As condições da licença exigem a divulgação do código-fonte. No mês seguinte, a Fortinet aceitou disponibilizar, mediante solicitação, seu código-fonte dos elementos de licença GPL, modificou as condições da licença e fez outras alterações, colocando um fim na disputa judicial.
Em maio de 2004, a Trend Micro fez uma reclamação judicial contra a Fortinet, alegando que sua tecnologia de antivírus violava as patentes da Trend Micro com relação aos métodos de escaneamento de correio eletrônico e tráfico da internet. Em agosto do mesmo ano, a decisão da Comissão de Comércio Internacional dos Estados Unidos foi contra a Fortinet, proibindo a venda dos produtos envolvidos. A Fortinet alegou que as patentes da Trend Micro eram muito amplas, mas aceitou a decisão. Em janeiro de 2006, a Fortinet e a Trend Micro chegaram a um acordo, cujas condições não foram publicadas, e a Fortinet teve que modificar seus produtos de antivírus para evitar conflito com as patentes da Trend Micro.
Alguns anos depois, uma advogada da Comissão de Comércio Internacional apresentou uma opinião sobre outro caso que questionava a validade das patentes da Trend Micro. A Fortinet entrou com um novo recurso e, em dezembro de 2010, o Escritório de Patentes e Marcas dos Estados Unidos declarou que as patentes não eram válidas.
Em dezembro de 2013, a Fortinet processou a Sophos, acusando-a de abordar seus funcionários e violar suas patentes. A disputa judicial foi resolvida dois anos depois por mediação, suas condições não foram divulgadas.

### Desenvolvimento posterior
Em 2008, os pesquisadores da Fortinet disseram que um widget da Zango tinha levado mais de três milhões de usuários do Facebook a fazer o download de um spyware malicioso com a promessa de revelar quem era seu admirador secreto. A Zango negou as acusações, alegando que se tratava de um software de download voluntário.
No fim de 2008, a Fortinet adquiriu a propriedade intelectual de auditoria e segurança do banco de dados da IPLocks, mantendo os 28 empregados da empresa.  Em agosto de 2009, a Fortinet adquiriu a propriedade intelectual e outros ativos da Woven Systems, uma empresa de switches de Ethernet. De acordo com a IDC, a empresa havia se tornado naquele momento o maior provedor de gerenciamento unificado de ameaças, com 15,4% de participação no mercado. A empresa havia crescido de maneira estável e estava se tornando rentável, depois de perder dinheiro entre 2004 e 2007. A Fortinet também estava em alta no relatório anual (ARC) da CRN Magazine, baseado em pesquisas de opinião, alcançando o primeiro lugar em 2009.
Em novembro de 2009, a Fortinet fez sua oferta pública inicial, planejando obter US$ 52,4 milhões com a venda de 5,8 milhões de ações. Muitos acionistas também venderam suas ações simultaneamente. Um pouco antes do primeiro dia de comercialização, a Fortinet aumentou o preço da ação de US$ 9 para US$ 12,50, elevando o preço no mercado para US$ 16,62 no fim do primeiro dia, atingindo o lucro de US$ 156 milhões.

### História recente
Em 2010, a receita anual da Fortinet foi de US$ 324 milhões. Em novembro desse mesmo ano, a Bloomberg revelou que a IBM estaria pensando em adquirir a Fortinet, mas isso foi desmentido pela Fortinet.. Em dezembro de 2012, a Fortinet comprou a XDN (conhecida anteriormente como 3Crowd), que fornecia um serviço de hospedagem de aplicativos chamado CrowdDirector. Em 2013, a Fortinet adquiriu a Coyote Point, uma empresa de desenvolvimento de aplicativos, por um valor que não foi revelado.
A Fortinet fez mudanças em seu programa de distribuidores em julho de 2013 para fornecer financiamento e outras opções a pequenos provedores de serviços gerenciados de segurança. Recentemente, alguns distribuidores se queixaram, dizendo que a Fortinet compete com seus próprios distribuidores. A Fortinet afirma que não realiza  vendas diretas.
A Fortinet criou a Cyber Threat Alliance com a Palo Alto Networks em 2014, com o objetivo de compartilhar informações sobre ameaças à segurança de rede entre os fornecedores de soluções. Nesse mesmo ano, a McAfee e a Symantec se uniram à aliança. Em maio de 2015, a Fortinet adquiriu por US$ 44 milhões a Meru Networks, empresa de hardware para wi-fi com sede no Vale do Silício. No fim de 2015, os pesquisadores de cibersegurança da Fortinet mostraram que havia sido realizado um ataque a Fitbit por meio da tecnologia Bluetooth, permitindo ao criminoso entrar em dispositivos sincronizados.
Em junho de 2016, a Fortinet adquiriu a AccelOps, fornecedora de software de segurança, monitoramento e análise para TI, por cerca de US$ 28 milhões. De acordo com a ZDNet, a empresa era conhecida por seus produtos de gerenciamento e correlação de eventos e informações de segurança (SIEM), especializados na análise de alertas de segurança de hardware e software.

## Produtos
A Fortinet desenvolve e comercializa hardware e software de segurança de rede. A empresa é conhecida por seus produtos de segurança da família FortiGate, que oferecem muitas funções de cibersegurança. Segundo o relatório de 2015 da empresa de análise da área de TI chamada The Dell'Oro Group, a Fortinet tinha 8% de participação no mercado de dispositivos de segurança de TI, em termos de receita em 2014, representando um aumento do valor apresentado em 2012 de 2,9%. Esse resulta coloca a empresa no quarto lugar entre os maiores fornecedores do setor. De acordo com a Fortinet, 35% dos seus usuários são empresas de pequeno porte, 28% são empresas de médio porte e 37% são empresas de grande porte.

### FortiGate
A família FortiGate de produtos físicos e virtuais de gerenciamento unificado de ameaças da Fortinet oferecem uma série de funções de segurança, como firewalls, prevenção de intrusão, filtros da web e proteção contra malware ou spam. A família FortiGate também inclui produtos para empresas de pequeno porte e escritórios remotos, assim como empresas de grande porte, data center e provedores de serviços de internet. A empresa também comercializa firewalls de próxima geração (NGFW), que a Gartner define como um produto que combina firewall, VPN, prevenção de intrusão e outras funções de segurança.
O primeiro produto da Fortinet foi o FortiGate 3000, lançado em outubro de 2002, que oferecia a taxa de rendimento de 3 gigabits por segundo (Gbit/s). Dois anos depois, foi lançada a família 5000. De acordo com The International Directory of Company Histories (Diretório Internacional de Histórias das Empresas), os primeiros produtos da Fortinet para empresas de pequeno porte e escritórios remotos tiveram boa aceitação do setor.
No início de 2013, a Fortinet incorporou a funcionalidade de firewall aos dispositivos FortiGate, desenvolvidos para redes internas e baseados em ASICs para fins específicos. O produto virtual FortiGate foi adicionado posteriormente à plataforma Amazon Web Services (AWS) em 2014. Em abril de 2016, a Fortinet lançou o Fortinet Security Fabric, cujo objetivo é permitir que os dispositivos de outros provedores compartilhem informações com os produtos e software da Fortinet por meio de APIs. A empresa também lançou o firewall FortiGate 6040E de 320Gbit/s, equipado com o novo ASIC CP9, que assume algumas tarefas de processamento da CPU principal, utilizado em versões posteriores do FortiGate.

#### Outros produtos
A Fortinet fornece uma série de outros produtos de software e hardware, incluindo vários produtos para switching, desktop, serviço de VoIP, DNS, autenticação de usuários e outros aplicativos.
O software FortiAnalyzer da Fortinet oferece funções de geração de relatório para os produtos da Fortinet, incluindo registros de eventos, relatórios de segurança e análise.  FortiClient é um produto de segurança de dispositivos de usuários: PCs, telefones e outros dispositivos. O software de VPN FortiClient foi lançado pela primeira vez em abril de 2004.
Os produtos antispam FortiGuard e de segurança de mensagens FortiMail foram lançados em fevereiro de 2005. O FortiManager, software para segurança de data center, foi lançado em abril de 2003. A Fortinet lançou sua família de produtos de segurança de banco de dados em 2008. As plataformas de switching FortiSwitch da Fortinet foram lançadas em 2009 e seus controladores de fornecimento de aplicativo (ADC), em agosto de 2013. Em outubro de 2010, a Fortinet lançou versões de software virtual dos seus produtos FortiGate, FortiManager, FortiAnalyzer e FortiMail. A Fortinet atualizou o sistema de gerenciamento FortiCloud em agosto de 2015. Em setembro de 2015, a Fortinet lançou um produto de rede definida por software (SDN).
A Fortinet produz e comercializa versões sem fio de seu produto FortiWifi, da família FortiGate, que foi lançado pela primeira vez em março de 2004. A Fortinet apresentou sua nova família de pontos de acesso sem fio na nuvem em agosto de 2015. A família de produtos FortiDDoS foi apresentada em março de 2014.
O FortiGuard também fornece a visualização dos dados gerais coletados de todos os produtos FortiGate conectados aos bancos de dados dos laboratórios FortiGuard. O mapa de ameaças está disponível a todos para verificação dos dados e também pode ser visualizado no FortiOS, da família FortiGate.

#### Sistema operacional
O FortiOS é o sistema operacional executado nos equipamentos da Fortinet usando uma versão modificada do kernel Linux (baseada na versão 2.4.37 do FortiOs v.5.4.1) e ext2 como sistema de arquivos. A interface de administração web utiliza as estruturas jinja2 e django com backend Python. Em dezembro de 2003, a Fortinet lançou o FortiOS 2.8, que trouxe 50 novas funções ao sistema operacional.

## Operações
A Fortinet também comanda a equipe de pesquisas de segurança interna do FortiGuard Labs, que foi fundado em 2005. Este laboratório conta com quatro centros de pesquisa e desenvolvimento na Ásia, além de outros nos Estados Unidos, Canadá e França. A Fortinet organiza um programa de certificação e treinamento com oito níveis de certificação NSE.Além disso, comanda a Network Security Academy, fundada no início de 2016, e que fornece recursos a universidades que oferecem cursos na área de segurança de TI.

## Leituras adicionais
- Martín H. Hoz Salvador; Ken McAlpine; Rick Basile; Bruce Matsugu; Josh More (27 de novembro de 2012). UTM Security with Fortinet: Mastering FortiOS. [S.l.]: Syngress. ISBN 978-1-59749-747-3
- «2013 Partner Programs Guide Details: Fortinet». CRN
- «Putting Realism into your network: A conversation with Fortinet CEO Xen Xie». Network World. 1 de abril de 2013